# トーマス・ベルンハルト
トーマス・ベルンハルト（Thomas Bernhard、1931年2月9日 - 1989年2月12日）は、オーストリアの小説家、劇作家。うねるような心理の細密な独白と厭世的な世界観を自作の大きな特徴とする。現代オーストリアを代表する作家の1人である。

## 生涯
オランダ・マーストリヒト近郊ヘールレンの産院に非嫡出子として生まれる。両親はともにオーストリア人であり、母方の祖父はアナーキズムを信奉する無名作家ヨハンネス・フロイムビヒラー（1881年 - 1949年）であった。ベルンハルトは1歳の時にウィーンに住むこの祖父のもとに預けられ、ウィーン、ザルツブルクなどで祖父母とともに暮らした。敬愛するこの祖父からの教育は、作家・ベルンハルトの世界観の下地をなしている。
幼少期から音楽を好み、ギムナジウム時代もヴァイオリンや歌唱を学んだ。しかしナチス政権時代の学校も、戦後に入れられたカトリック系のギムナジウムも彼の気質に合わず、1947年に学校を中退し食料品店の見習い店員として働き始める。この店の店主ポドロハはかつて音楽家を志し挫折した人物であり、ベルンハルトは彼の薫陶を受けて店に勤める傍ら声楽の勉強に励み、まもなくザルツブルクの教会でソリストを務めるようになる。
しかしその後急性肋膜炎にかかり、奇跡的に生還するもその後療養のために過ごしたサナトリウムで結核に感染し、長い闘病生活を送った。退院後は一時新聞記者として働き、1955年にモーツァルテウムに入学、音楽と演劇を専攻した。1957年に卒業、卒業論文はブレヒトとアントナン・アルトーの比較研究であった。同年、詩集『地上で、そして地獄で』を出版、作家として活動を始める。
1960年、ケルンテン州の小劇場で演劇に関わって以降劇作の発表を始める。1963年、長編小説『凍』を発表、以降『アムラス』『当惑』などの小説を続けて刊行する。1967年オーストリア国家賞、1970年ゲオルク・ビュヒナー賞を受賞し、戦後ドイツ語圏を代表する作家の1人と目されるようになった。1975年以降、生い立ちから青年期までを描く自伝5部作（『理由』『地下』『息』『寒さ』『ある子供』）を発表。1986年には彼の文学の集大成を成す長編『消去』を発表した。
ベルンハルトは1965年以降オーストリア北部オールスドルフで生活し、1989年に同地で死去した。彼の使用していた家は現在記念館になっており、何百もある彼の靴が展示されている。遺言で彼は戯曲を新たに上演すること、および未発表の作品を出版することを禁じている。ベルンハルトの死は彼の火葬が済んだのちに公表された。

## 作風
作品中にしばしば自国への辛辣な批評があらわれ、本国では「ネスト・シュムッツァー（巣を汚すもの）」などとも言われる。しかし作品は国外で絶賛され、多くの読者にその才能を認められることとなった。
彼の作品は、幼少期から青年期を通じて体験した精神的な孤独と、彼が存在の限界としての死をみつめるきっかけとなった病とに深く色づけられている。孤独な登場人物が卑近で具体的な状況に即して自説を延々と説明する、というのがベルンハルトの作品の典型的なスタイルである。
主人公の多くは学者（あるいはベルンハルトの言う「精神的な人間」）であり、彼らは「おろかな大衆」に対する傲慢とも言える長広舌によって、オーストリア人の価値観を徹底的にこき下ろす。非難の対象は国家体制（彼は「カトリック‐ナチズム」と呼ぶ）であり、ウィーン市民劇場のような大衆受けする施設であり、国民的作家である。とはいえ、ベルンハルトをこのような側面のみを捉えて読むべきではない。彼の作品には、理想を追い求めてやまない人間が陥る孤独と自己解体とが鋭く描かれている。そして、彼らは決して理想にたどり着く事ができない。なぜなら実現した理想とはある種の停滞であり、それは結局死の中にしかないからである。
「死について考えると、あらゆるものが馬鹿馬鹿しくなる」これは1968年、数年来の数々のスキャンダルによってマイナー・オーストリアン国家賞を受賞したときの言葉だが、このときスキャンダルはすでに彼の名声の一部であった。たとえば小説『樵る：激情』（1984年）は、旧友によって名誉毀損で訴えられて数年間出版できなかった。数多くの劇作、とりわけ『ヘルデンプラッツ（英雄広場）』（1988年）は、保守的な団体から「オーストリア人を貶めた」という非難をうけた。これらの劇は、同時代の演劇に批判的だった劇場監督クラウス・パイマン（Claus Peymann）によって上演されている。
ベルンハルトは死の際にも、自身の死後におけるオーストリア国内での自作の出版・上演を禁止した、彼の言う「文学的亡命」によって物議を醸した。ただし彼の遺族はしばしばこれを許可している。

## 主要作品
小説
- In der Höhe. Rettungsversuch, Unsinn（1959年、1989年刊）
- 凍（いて）（Frost、1963年）
  - （池田信雄訳、河出書房新社、2019年）
- アムラス（Amras、1964年）
  - （初見基訳、河出書房新社、2019年）
- ふちなし帽 ベルンハルト短篇集（Viktor Halbnarr (1966)・Prosa (1967)・An der Baumgrenze (1969)の合本、日本オリジナル編集）
  - （西川賢一訳、柏書房、2005年）
- 昏乱（Verstörung、1967年）
  - （池田信雄訳、河出書房新社、2021年）
- 石灰工場（Das Kalkwerk、1970年）
  - （竹内節訳、早川書房、1981年／飯島雄太郎訳、河出書房新社、2024年）
- 行く（Gehen、1971年）
  - （飯島雄太郎訳、河出書房新社、2019年、『アムラス』と合本）
- 理由　一つの示唆（Die Ursache、1975年）
  - （今井敦訳、松籟社、2017年）
- 推敲（Korrektur、1975年）
  - （飯島雄太郎訳、河出書房新社、2021年）
- 地下 ある逃亡 （Der Keller、1976年）
  - （今井敦訳、松籟社、2020年）
- 息　一つの決断（Der Atem、1978年）
  - （今井敦訳、松籟社、2023年）
- Ja（1978年）
- Die Billigesser（1980年）
- 寒さ 一つの隔離（Die Kälte、1981年）
  - （今井敦訳、松籟社、2024年）
- Beton（1982年）
- ある子供（Ein Kind、1982年） 
  - （今井敦訳、松籟社、2016年）
- ヴィトゲンシュタインの甥（Wittgensteins Neffe、1982年） 
  - （岩下真好訳、音楽之友社、1990年／新装復刊：みすず書房、2019年、『破滅者』との合本）
- 破滅者　グレン・グールドを見つめて（Der Untergeher、1983年）
  - （岩下真好訳、音楽之友社、1992年／新装復刊：みすず書房、2019年）
- 樵る 激情（Holzfällen、1984年）
  - （初見基訳、河出書房新社、2022年）
- 古典絵画の巨匠たち（Alte Meister、1985年）
  - （山本浩司訳、論創社、2010年）
- 消去（Auslöschung、1986年）
  - （池田信雄訳、みすず書房、2004年／新装復刊：同社、2016年）

戯曲
- Ein Fest für Boris（1970年）
- Der Ignorant und der Wahnsinnige（1972年）
- 狩猟仲間（Die Jagdgesellschaft、1974年）
- 習慣の力（Die Macht der Gewohnheit、1974年）
- Der Präsident（1975年）
- Die Berühmten（1976年）
- Minetti（1977年）
- Immanuel Kant（1978年）
- Der Weltverbesserer（1979年）
- Vor dem Ruhestand. Eine Komödie von deutscher Seele（1979年）
- Über allen Gipfeln ist Ruh（1981年）
- Am Ziel（1981年）
- Der deutsche Mittagstisch（1981年）
- Der Schein trügt（1983年）
- 座長ブルスコン（Der Theatermacher、1984年）
  - （池田信雄訳、論創社・ドイツ現代戯曲選29、2008年）
- Ritter, Dene, Voss（1984年）
- Einfach kompliziert（1986年）
- Elisabeth II（1987年）
- ヘルデンプラッツ（Heldenplatz、1988年）
  - （池田信雄訳、論創社・ドイツ現代戯曲選30、2008年）
- Claus Peymann kauft sich eine Hose und geht mit mir essen. Drei Dramolette（1990年）

随筆他
- 私のもらった文学賞（Meine Preise、2009年）
  - （池田信雄訳、みすず書房、2014年）